# Wardkes Rustamian
Wardkes Rustamian (orm. Վարդգես Ռոստոմյան, ros. Вардкес Аршакович Рустамян, ur. 9 maja 1908 we wsi Alichamar w powiecie surmalińskim w guberni erywańskiej (obecnie na terytorium Turcji), zm. 15 marca 1984 w Erywaniu) – radziecki wojskowy narodowości ormiańskiej, starszy sierżant, Bohater Związku Radzieckiego (1945).

## Życiorys
Urodził się w ormiańskiej rodzinie robotniczej. W 1921 po umowie granicznej między Turcją a RFSRR i wejściu powiatu surmalińskiego w skład Turcji, wraz z rodzicami przeniósł się do radzieckiej Armenii. Miał wykształcenie średnie, pracował w przedsiębiorstwach w Erywaniu, w sierpniu 1942 został powołany do Armii Czerwonej, od listopada 1942 uczestniczył w wojnie z Niemcami. Walczył na Froncie Północno-Kaukaskim, w Samodzielnej Armii Nadmorskiej (Armii Nadmorskiej 4 Frontu Ukraińskiego) i na 1 Froncie Białoruskim. W maju 1944 jako dowódca oddziału 7 kompanii piechoty 526 pułku piechoty 89 Dywizji Armii Nadmorskiej brał udział w wyzwalanie Krymu. 7 maja 1944 uczestniczył w walkach o Sewastopol i okoliczne wzgórza, zabijając osobiście 15 niemieckich żołnierzy. 9 maja podczas kolejnej walki odpierał kontrataki Niemców, ogniem z broni maszynowej zabijając 20 żołnierzy wroga. 16 lutego 1945 w walkach o przyczółek nad Odrą na południe od Frankfurtu nad Odrą, odpierając kontrataki wroga, zabił do 20 niemieckich żołnierzy i odparł 4 kontrataki. Po wojnie został demobilizowany w stopniu starszego sierżanta. Mieszkał i pracował w Erywaniu.

## Odznaczenia
- Złota Gwiazda Bohatera Związku Radzieckiego (24 marca 1945)
- Order Lenina (24 marca 1945)
- Order Czerwonej Gwiazdy (16 kwietnia 1945)
- Medal za Odwagę (18 maja 1945)

I inne.